# Mannheim
Mannheim je grad u njemačkoj pokrajini Baden-Württemberg. Koncem 2007. ima oko 310.000 stanovnika, čime je drugi grad po veličini u pokrajini, iza Stuttgarta.
Leži na rijekama Rajni i Neckaru. Rajna dijeli Mannheim od susjednog Ludwigshafena.

## Demografija
Sljedeći popis prikazuje značajne skupine stranaca u gradu Mannheimu prema nacionalnostima. Ukupno 44,7 % svih stanovnika Mannheima porijeklom je iz inozemstva. Sa 68,9 % u okrugu Neckarstadt-West, stanovništvo je najviše strano, a najmanje u okrugu Wallstadt (23,1 %).
| Rang | Nacionalnost        | Stanovništvo (31. 12. 2019) |
| ---- | ------------------- | --------------------------- |
| 1.   | Turska              | 16102                       |
| 2.   | Italija             | 8209                        |
| 3.   | Poljska             | 6822                        |
| 4.   | Bugarska            | 6638                        |
| 5.   | Rumunjska           | 5575                        |
| 6.   | Hrvatska            | 4502                        |
| 7.   | Grčka               | 3386                        |
| 8.   | Španjolska          | 1740                        |
| 9.   | Bosna i Hercegovina | 1646                        |
| 10.  | Indija              | 1529                        |
| 11.  | Sirija              | 1467                        |
| 12.  | Mađarska            | 1403                        |
| 13.  | Francuska           | 1223                        |
| 14.  | Kosovo              | 1190                        |
| 15.  | NR Kina             | 1086                        |
| 16.  | Rusija              | 1028                        |
| 17.  | SAD                 | 974                         |
| 18.  | Srbija              | 937                         |
| 19.  | Jugoslavija         | 902                         |
| 20.  | Irak                | 804                         |

## Vanjske poveznice
- Službena stranica (njem.) (engl.)
- Bertha Benz Memorial Route (njem.) (engl.)

### Ostali projekti
|  | Zajednički poslužitelj ima još gradiva o temi Mannheim |